# Dollie (Virginia Occidental)
Dollie es un área no incorporada ubicada en el condado de Lincoln (Virginia Occidental), Estados Unidos. Está registrada en el Servicio Geológico de Estados Unidos con fecha de entrada del 20 de mayo de 1997.
El número de identificación asignado por el Sistema de Información de Nombres Geográficos es 1741611.

## Geografía
Se encuentra a una altitud de 247 m s. n. m. (810 pies) según el Servicio Geológico.